# Beerenberg
El volcán Beerenberg es un estratovolcán activo, ubicado en la isla de Jan Mayen, entre el mar de Groenlandia y el mar de Noruega.
Tiene una altitud de 2277 m s. n. m., siendo el punto culminante de la isla.

## Imágenes

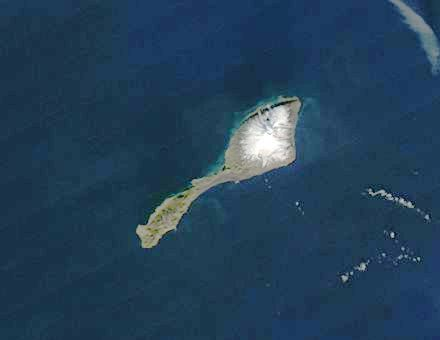
Imagen de satélite de Jan Mayen con el Beerenberg cubierto de glaciares.
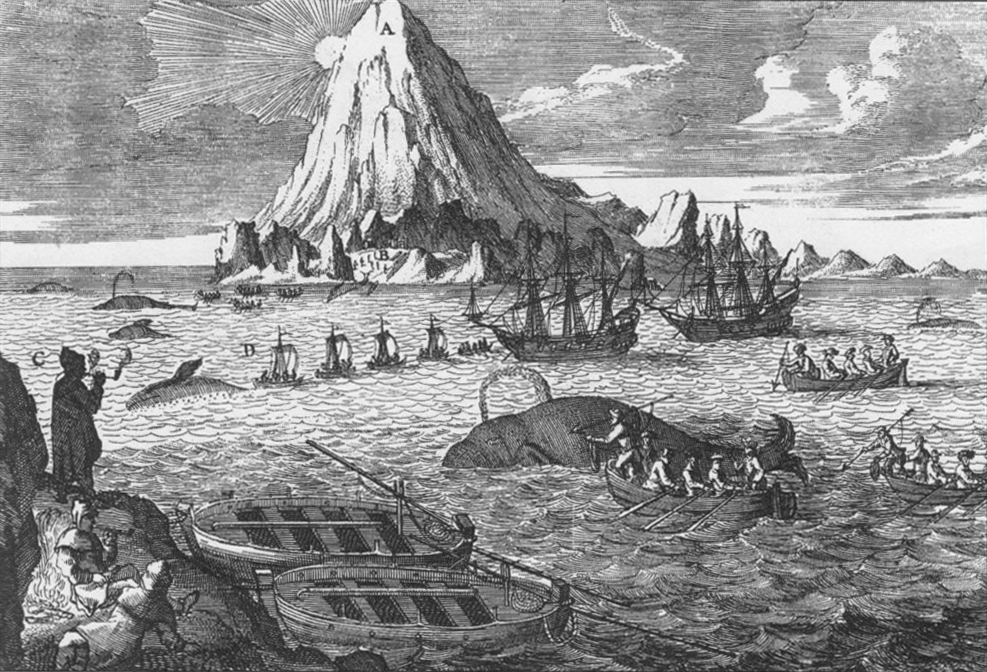
Grabado del siglo XVIII de Jan Mayen y el Beerenberg.